# Copa Asobal 2013
La XXIV edición de la Copa Asobal se celebró entre el 21 y el 22 de diciembre de 2013, en el Palau Blaugrana de Barcelona.
En ella participaron los cuatro primeros equipos de la Liga ASOBAL 2013-14 al término de la primera vuelta de la competición, y fueron el FC Barcelona, el Fraikin BM Granollers, el BM Huesca y el Naturhouse La Rioja.
Este campeonato se jugó con la fórmula de eliminación directa (a partido único en semifinales y final), y el emparejamiento de las semifinales se estableció por sorteo puro. El equipo campeón, obtuvo una plaza para disputar la Champions League 2014-15.

## Eliminatorias
|  | Semifinales           | Semifinales           | Semifinales  |              |                       | Final                 | Final | Final |  |
|  |                       |                       |              |              |                       |                       |       |       |  |
|  |                       |                       |              |              |                       |                       |       |       |  |
|  | Fraikin BM Granollers | Fraikin BM Granollers | 29           |              |                       |                       |       |       |  |
|  | Fraikin BM Granollers | Fraikin BM Granollers | 29           |              |                       |                       |       |       |  |
|  | Naturhouse La Rioja   | Naturhouse La Rioja   | 28           |              |                       |                       |       |       |  |
|  | Naturhouse La Rioja   | Naturhouse La Rioja   | 28           |              | Fraikin BM Granollers | Fraikin BM Granollers | 28    |       |  |
|  |                       |                       |              |              | Fraikin BM Granollers | Fraikin BM Granollers | 28    |       |  |
|  |                       |                       | FC Barcelona | FC Barcelona | 34                    |                       |       |       |  |
|  | FC Barcelona          | FC Barcelona          | FC Barcelona | FC Barcelona | 34                    | 39                    |       |       |  |
|  | FC Barcelona          | FC Barcelona          |              |              |                       | 39                    |       |       |  |
|  | BM Huesca             | BM Huesca             | 25           |              |                       |                       |       |       |  |
|  | BM Huesca             | BM Huesca             | 25           |              |                       |                       |       |       |  |
|  |                       |                       |              |              |                       |                       |       |       |  |

| Campeón                |
| FC Barcelona 9º título |